# Klub Czechosłowackich Turystów
Klub Czechosłowackich Turystów (cz. Klub československých turistů, słow. Klub československých turistov, KČST) – nazwa, pod którą w latach 1920-1938 oraz 1947-1949 działał w ówczesnej Czechosłowacji Klub Czeskich Turystów.